# Zorra (programa de televisão)
Zorra foi um programa humorístico produzido pela TV Globo e exibido de 9 de maio de 2015 a 5 de dezembro de 2020. O programa teve o humor reformulado, como forma de levantar o índice de audiência nas noites de sábado, substituindo o Zorra Total.
O novo formato do seriado teve redação final de Marcius Melhem, Celso Taddei e Gabriela Amaral. A direção geral foi de Mauro Farias e a direção de núcleo de Maurício Farias.
Em 2016, foi indicado ao Emmy Internacional na categoria de "comédia". Em 2019, foi indicado ao Troféu Imprensa na categoria de "Programa Humorístico".

## Produção
É um programa de humor em esquetes, a atração conta com a redação de: André Boucinhas, Celso Taddei, Cláudio Lobato, César Cardoso, Diego Molina, Edson Aran, Fernando Aragão, Gabriela Amaral, Haroldo Mourão, Henrique Tavares, Joana Penna, Juca Filho, Luciana Fregolente, Luiza Yabrudi, Marcelo Martinez, Martha Mendonça, Marcélli Oliveira, Nelito Fernandes, Ricardo VR, Tatá Lopes, Vinicius Antunes, Bia Braune e Thiago Gadelha. Na 2ª temporada do programa, em 2016, houve um recesso entre 6 e 20 de agosto, por 3 sábados, devido à exibição dos Jogos Olímpicos de Verão de 2016 pela TV Globo. Antes da estreia da 4ª temporada do programa em 2018, como um esquenta para a nova temporada ocorreu uma reprise dos melhores momentos da temporada passada com o título de Festival Zorra. Essas reexibições ocorreram entre 17 a 20 de abril antes do Jornal da Globo, de terça a sexta, com duração de 20 minutos. Antes da estreia da 5ª temporada do programa em 2019, como um esquenta para a nova temporada ocorreu mais uma vez a reprise dos melhores momentos da temporada passada alternando com cenas inéditas da nova temporada, exibida com o título de Festival Zorra. Essas reprises ocorreram entre 9 a 12 de abril.

### Mudanças no elenco
Entre 2016 e 2017 metade do elenco foi cortado como medida de baixar os custos de produção. A partir da segunda temporada, os atores Érico Brás, Fernando Caruso, Maria Clara Gueiros, Otávio Müller e Valentina Bandeira, integram o programa. A partir da quarta temporada os atores Léo Castro e Carla Cristina Cardoso passam a integrar o programa. A partir da quinta temporada os atores Paulo Vieira, Luísa Périssé, Evaldo Macarrão e Castorine passam a integrar o programa. A partir da sexta temporada, os atores Marisa Orth, Diogo Vilela, Robson Nunes, Karina Ramil e Victor Lamoglia, passam a integrar o programa.

## O programa
O programa conta com esquetes com durações entre 30 segundos e 2 minutos, sem personagens e quadros fixos ou bordões, sendo cada esquete completamente diferente das demais.
Em 2020, por conta da pandemia da COVID-19, antes da estreia da sexta temporada do programa, a atração relembrou os melhores momentos dos cinco anos do programa. O especial foi exibido de 2 de maio até 20 de junho e entre 1º e 8 de agosto de 2020, sendo substituído pela série Diário de Um Confinado, até a estreia da sexta temporada. As gravações foram feitas na cidade cenográfica nos Estúdios Globo, com esquetes feitas remotamente, respeitando os protocolos de prevenção contra a doença.
Em outubro de 2020, a Globo decidiu extinguir o programa, junto com outros humorísticos exibidos no mesmo período como a Escolinha e o Fora de Hora, por conta, segundo a emissora, "dos desafios impostos pela Covid", que acabaram impactando os cronogramas de produção. O humorístico teve seu episódio final exibido em 5 de dezembro de 2020.

## Temporadas
| Temporada | Temporada           | Episódios | Estreia da temporada | Final da temporada    |
| --------- | ------------------- | --------- | -------------------- | --------------------- |
|           | 1                   | 37        | 9 de maio de 2015    | 16 de janeiro de 2016 |
|           | 2                   | 39        | 9 de abril de 2016   | 21 de janeiro de 2017 |
|           | 3                   | 41        | 15 de abril de 2017  | 20 de janeiro de 2018 |
|           | Festival Zorra 1    | 4         | 17 de abril de 2018  | 20 de abril de 2018   |
|           | 4                   | 40        | 21 de abril de 2018  | 12 de janeiro de 2019 |
|           | Festival Zorra 2    | 4         | 9 de abril de 2019   | 12 de abril de 2019   |
|           | 5                   | 42        | 13 de abril de 2019  | 18 de janeiro de 2020 |
|           | Cinco Anos de Zorra | 7         | 2 de maio de 2020    | 20 de junho de 2020   |
|           | Festival Zorra 3    | 2         | 1 de agosto de 2020  | 8 de agosto de 2020   |
|           | 6                   | 16        | 15 de agosto de 2020 | 5 de dezembro de 2020 |

## Elenco
| Ator                   | Temporadas | Temporadas | Temporadas | Temporadas | Temporadas | Temporadas |
| Ator                   | 1ª 2015    | 2ª 2016    | 3ª 2017    | 4ª 2018    | 5ª 2019    | 6ª 2020    |
| ---------------------- | ---------- | ---------- | ---------- | ---------- | ---------- | ---------- |
| Dani Calabresa         |            |            |            |            |            |            |
| Rodrigo Sant'Anna      |            |            |            |            |            |            |
| George Sauma           |            |            |            |            |            |            |
| Welder Rodrigues       |            |            |            |            |            |            |
| Flávia Reis            |            |            |            |            |            |            |
| Alexandre Régis        |            |            |            |            |            |            |
| Anselmo Vasconcelos    |            |            |            |            |            |            |
| Antônio Fragoso        |            |            |            |            |            |            |
| Bernardo Schlegel      |            |            |            |            |            |            |
| Magda Gomes            |            |            |            |            |            |            |
| Patricia Pinho         |            |            |            |            |            |            |
| Paulo Mathias Jr.      |            |            |            |            |            |            |
| Renata Castro Barbosa  |            |            |            |            |            |            |
| Luís Miranda           |            |            |            |            |            |            |
| Débora Lamm            |            |            |            |            |            |            |
| Antônio Pedro          |            |            |            |            |            |            |
| Cláudio Cinti          |            |            |            |            |            |            |
| Cristiana Pompeo       |            |            |            |            |            |            |
| Fabiana Karla          |            |            |            |            |            |            |
| Georgiana Góes         |            |            |            |            |            |            |
| Isio Ghelman           |            |            |            |            |            |            |
| José Santa Cruz        |            |            |            |            |            |            |
| Mariana Santos         |            |            |            |            |            |            |
| Nelson Freitas         |            |            |            |            |            |            |
| Nizo Neto              |            |            |            |            |            |            |
| Renata Ricci           |            |            |            |            |            |            |
| Renata Tobelem         |            |            |            |            |            |            |
| Renato Rabello         |            |            |            |            |            |            |
| Tadeu Mello            |            |            |            |            |            |            |
| Tony Tornado           |            |            |            |            |            |            |
| Agildo Ribeiro         |            |            |            |            |            |            |
| Ataíde Arcoverde       |            |            |            |            |            |            |
| Augusto Madeira        |            |            |            |            |            |            |
| João Carlos Barroso    |            |            |            |            |            |            |
| Karina Dohme           |            |            |            |            |            |            |
| Bella Camero           |            |            |            |            |            |            |
| Paulo Silvino          |            |            |            |            |            |            |
| Roberto Guilherme      |            |            |            |            |            |            |
| Fernando Caruso        |            |            |            |            |            |            |
| Maria Clara Gueiros    |            |            |            |            |            |            |
| Otávio Müller          |            |            |            |            |            |            |
| Valentina Bandeira     |            |            |            |            |            |            |
| Érico Brás             |            |            |            |            |            |            |
| Carla Cristina Cardoso |            |            |            |            |            |            |
| Léo Castro             |            |            |            |            |            |            |
| Castorine              |            |            |            |            |            |            |
| Evaldo Macarrão        |            |            |            |            |            |            |
| Luísa Périssé          |            |            |            |            |            |            |
| Paulo Vieira           |            |            |            |            |            |            |
| Marisa Orth            |            |            |            |            |            |            |
| Diogo Vilela           |            |            |            |            |            |            |
| Karina Ramil           |            |            |            |            |            |            |
| Victor Lamoglia        |            |            |            |            |            |            |
| Robson Nunes           |            |            |            |            |            |            |

## Prêmios e indicações
| Ano  | Prêmio                    | Categoria                | Indicado          | Resultado | Ref.   |
| ---- | ------------------------- | ------------------------ | ----------------- | --------- | ------ |
| 2015 | Melhores do Ano           | Comédia                  | Rodrigo Sant'Anna | Venceu    | [ 23 ] |
| 2015 | Prêmio Extra de Televisão | Melhor Programa de Humor | Zorra             | Indicado  |        |
| 2016 | Troféu Internet           | Programa Humorístico     | Zorra             | Indicado  | [ 24 ] |
| 2016 | Prêmio Extra de Televisão | Melhor Programa de Humor | Zorra             | Indicado  |        |
| 2016 | Emmy Internacional        | Melhor Comédia           | Zorra             | Indicado  | [ 25 ] |
| 2016 | Melhores do Ano           | Comédia                  | Dani Calabresa    | Venceu    | [ 26 ] |
| 2017 | Troféu Internet           | Programa Humorístico     | Zorra             | Indicado  | [ 26 ] |
| 2018 | Troféu Internet           | Programa Humorístico     | Zorra             | Indicado  |        |
| 2019 | Troféu Imprensa           | Programa Humorístico     | Zorra             | Venceu    |        |
| 2019 | Melhores do Ano           | Comédia                  | Dani Calabresa    | Venceu    |        |

## Controvérsias

### Assédio de Dani Calabresa e denúncias contra Marcius Melhem
Em uma matéria da Revista Piauí, com a edição nº 171, publicada no dia 4 de dezembro de 2020, são relatadas denúncias de assédio moral e sexual contra o então roteirista do programa Marcius Melhem, em uma entrevista com 43 pessoas, sendo duas vítimas de assédio sexual, seis de assédio moral e duas de assédio de dois tipos (moral e sexual), sendo a mais repercutida da comediante Dani Calabresa, que desde 2017 era vítima dos constantes assédios do ator, contendo até uma tentativa de estupro. A matéria da revista destacou também uma forte influência de Melhem perante a alta cúpula da emissora, com acusações de boicote em outros projetos da TV Globo, além de uma suposta carta de apoio que foi assinada por boa parte do elenco, perante a chantagens, datada de 2019.

No dia 6 de março de 2020, a Globo anuncia que Marcius Melhem teria deixado o departamento de projetos humorísticos da emissora por "problemas pessoais", além de solicitar uma licença de quatro meses das funções. No dia 14 de agosto do mesmo ano, Marcius anuncia sua saída da TV Globo.